# Британський Сомаліленд
Британський Сомаліленд, (англ. British Somaliland; Британське Сомалі) — колишній британський протекторат у північній частині сучасного Сомалі. Наразі терен де-юре у складі Сомалі, де-факто незалежна республіка — Сомаліленд. Протягом більшої частини свого існування, Британське Сомалі межувало з Французьким Сомалі, Огаденом, і Італійським Сомалі. 1940—1941 р. була окупована італійцями й була частиною Італійської Східної Африки.
Протекторат був утворений в 1884 році на території, що раніше, була залежною від Єгипту, і на перших порах управлявся британцями з Адену. До 1898 р. адміністративно входив до складу Британської Індії. На наступний рік в Сомаліленді розгорнувся рух опору на чолі з сеїдом за прізвиськом «божевільний мулла». Боротьба з повстанцями тривала до 1920 року. У війні за Сомаліленд британці використовували літаки та спеціальний «верблюдячий корпус».
У 1940-41 рр. Британський Сомаліленд був окупований італійцями та входив до складу Італійської Східної Африки. Італійський партизанський рух тривав в краї до осені 1943 року. Колоніальна влада оголосила про готовність надати Сомаліленду незалежність влітку 1960 року. У тому ж році на референдумі було прийнято рішення про об'єднання колишнього Британського Сомалі з Італійським Сомалі в державу Сомалі.
Громадянська війна в Сомалі в 1990-ті рр. призвела до розколу держави на південну і північну частини. Північна частина, Сомаліленд, вважає себе правонаступником Британського Сомалі (йдеться про шість днів його суверенного існування після здобуття незалежності в 1960 році — Держава Сомаліленд).